# José Antonio Salguero
José Antonio Salguero García (Fuente de Piedra, 25 gennaio 1960) è un ex calciatore spagnolo, di ruolo difensore.

## Caratteristiche tecniche
Giocava come difensore centrale.

## Carriera

### Club
Cresciuto nelle giovanili del Malaga, ha esordito in prima squadra il 29 ottobre 1979 in occasione del match di Segunda División pareggiato 0-0 contro il Terrassa.
Dal 1981 al 1987 ha militato nel Real Madrid dove ha vinto due campionati spagnoli, due Coppe UEFA, una Coppa del Re ed una Copa de la Liga.

## Statistiche

### Presenze e reti nei club
Statistiche aggiornate al 4 Ottobre 2018.
| Stagione                    | Squadra                     | Campionato                  | Campionato | Campionato | Coppe nazionali | Coppe nazionali | Coppe nazionali | Coppe continentali | Coppe continentali | Coppe continentali | Altre coppe | Altre coppe | Altre coppe | Totale | Totale | Totale |
| Stagione                    | Squadra                     | Comp                        | Pres       | Reti       | Comp            | Pres            | Reti            | Comp               | Pres               | Reti               | Comp        | Pres        | Reti        | Pres   | Reti   |        |
| --------------------------- | --------------------------- | --------------------------- | ---------- | ---------- | --------------- | --------------- | --------------- | ------------------ | ------------------ | ------------------ | ----------- | ----------- | ----------- | ------ | ------ | ------ |
| 1978-1979                   | Malaga                      | SD                          | 5          | 0          | CR              | 0               | 0               |                    | -                  | -                  |             | -           | -           | 5      | 0      |        |
| 1979-1980                   | Malaga                      | PD                          | 17         | 1          | CR              | 0               | 0               |                    | -                  | -                  |             | -           | -           | 17     | 1      |        |
| Totale Málaga               | Totale Málaga               | Totale Málaga               | 22         | 1          |                 | 0               | 0               |                    | -                  | -                  |             | -           | -           | 22     | 1      |        |
| 1980-1981                   | Real M. Castilla            | SD                          | 37         | 1          | CR              | 0               | 0               | CdC                | 2                  | 0                  |             | -           | -           | 39     | 1      |        |
| 1981-1982                   | Real M. Castilla            | SD                          | 31         | 2          | CR              | 0               | 0               |                    | -                  | -                  |             | -           | -           | 31     | 2      |        |
| Totale Real Madrid Castilla | Totale Real Madrid Castilla | Totale Real Madrid Castilla | 68         | 3          |                 | 0               | 0               |                    | 2                  | 0                  |             | -           | -           | 70     | 3      |        |
| 1981-1982                   | Real Madrid                 | PD                          | 1          | 0          | CR              | 0               | 0               |                    | -                  | -                  |             | -           | -           | 1      | 0      |        |
| 1982-1983                   | Real Madrid                 | PD                          | 14         | 2          | CR              | 0               | 0               | CdC                | 5                  | 1                  | SS+CdL      | 1+6         | 0           | 26     | 3      |        |
| 1983-1984                   | Real Madrid                 | PD                          | 8          | 1          | CR              | 0               | 0               | CU                 | 1                  | 0                  |             | -           | -           | 9      | 1      |        |
| 1984-1985                   | Real Madrid                 | PD                          | 18         | 2          | CR              | 0               | 0               | CU                 | 6                  | 0                  | CdL         | 2           | 0           | 26     | 2      |        |
| 1985-1986                   | Real Madrid                 | PD                          | 14         | 1          | CR              | 0               | 0               | CU                 | 7                  | 0                  | CdL         | 2           | 0           | 23     | 1      |        |
| 1986-1987                   | Real Madrid                 | PD                          | 28         | 1          | CR              | 0               | 0               | CC                 | 4                  | 0                  |             | -           | -           | 32     | 1      |        |
| Totale Real Madrid          | Totale Real Madrid          | Totale Real Madrid          | 83         | 7          |                 | 0               | 0               |                    | 23                 | 1                  |             | 11          | 0           | 117    | 8      |        |
| 1987-1988                   | Siviglia                    | PD                          | 38         | 1          | CR              | 0               | 0               |                    | -                  | -                  |             | -           | -           | 38     | 1      |        |
| 1988-1989                   | Siviglia                    | PD                          | 29         | 1          | CR              | 0               | 0               |                    | -                  | -                  |             | -           | -           | 29     | 1      |        |
| 1989-1990                   | Siviglia                    | PD                          | 37         | 3          | CR              | 0               | 0               |                    | -                  | -                  |             | -           | -           | 37     | 3      |        |
| 1990-1991                   | Siviglia                    | PD                          | 38         | 3          | CR              | 0               | 0               | CU                 | 4                  | 0                  |             | -           | -           | 42     | 3      |        |
| 1991-1992                   | Siviglia                    | PD                          | 36         | 4          | CR              | 0               | 0               |                    | -                  | -                  |             | -           | -           | 36     | 4      |        |
| Totale Siviglia             | Totale Siviglia             | Totale Siviglia             | 178        | 12         |                 | 0               | 0               |                    | 4                  | 0                  |             | -           | -           | 182    | 12     |        |
| 1992-1993                   | Mérida                      | SD                          | 37         | 3          | CR              | 4               | 0               |                    | -                  | -                  |             | -           | -           | 41     | 3      |        |
| 1993-1994                   | Mérida                      | SD                          | 37         | 3          | CR              | 6               | 5               |                    | -                  | -                  |             | -           | -           | 43     | 8      |        |
| 1994-1995                   | Mérida                      | SD                          | 30         | 1          | CR              | 4               | 0               |                    | -                  | -                  |             | -           | -           | 34     | 1      |        |
| Totale Mérida               | Totale Mérida               | Totale Mérida               | 104        | 7          |                 | 14              | 5               |                    | -                  | -                  |             | -           | -           | 118    | 12     |        |
| Totale carriera             | Totale carriera             | Totale carriera             | 455        | 30         |                 | 14              | 5               |                    | 29                 | 1                  |             | 11          | -           | 509    | 36     |        |

## Palmarès

### Competizioni nazionali
- Campionato spagnolo: 2

Real Madrid: 1985-1986, 1986-1987
- Coppa di Spagna: 1

Real Madrid: 1981-1982
- Coppa della Liga: 1

Real Madrid: 1985
- Segunda División: 1

Mérida: 1994-1995

### Competizioni internazionali
- Coppa UEFA: 2

Real Madrid: 1984-1985, 1985-1986